# Juan Muñante
Juan Muñante (Pisco, 12 de junho de 1948 - Miami, 23 de abril de 2019) foi um ex-futebolista peruano. Ele competiu na Copa do Mundo FIFA de 1978, sediada na Argentina, na qual a seleção de seu país terminou na oitava colocação dentre os 16 participantes.
Faleceu nos Estados Unidos no dia 23 de abril de 2019, aos 70 anos de idade, vítima de câncer de pulmão. 